# Ayuntamiento de Santander
El Ayuntamiento de Santander se encarga de gobernar la ciudad y el municipio de Santander (Cantabria, España). Está presidido por el alcalde de Santander, que desde 1979 es elegido democráticamente por sufragio universal. Actualmente ocupa dicho cargo Gema Igual, del Partido Popular, después de sustituir al anterior alcalde Íñigo de la Serna, también del Partido Popular, que fue nombrado ministro de Fomento del Gobierno de España en el año 2016. De la Serna ocupaba el cargo desde 2007, tras sustituir a Gonzalo Piñeiro después de las elecciones municipales de 2007, revalidar su mayoría absoluta en las elecciones municipales de 2011 y gobernar en minoría tras las elecciones municipales de 2015.
En 2015 el Partido Popular de Cantabria perdió, después de muchos años, la mayoría absoluta en la ciudad. Aun así logró obtener una gran ventaja sobre el resto de partidos en una ciudad que tradicionalmente tiene un voto muy conservador. Actualmente, el PP gobierna con mayoría absoluta desde las elecciones de 2023.

## Plaza del Ayuntamiento y casa consistorial

Escudo de Santander

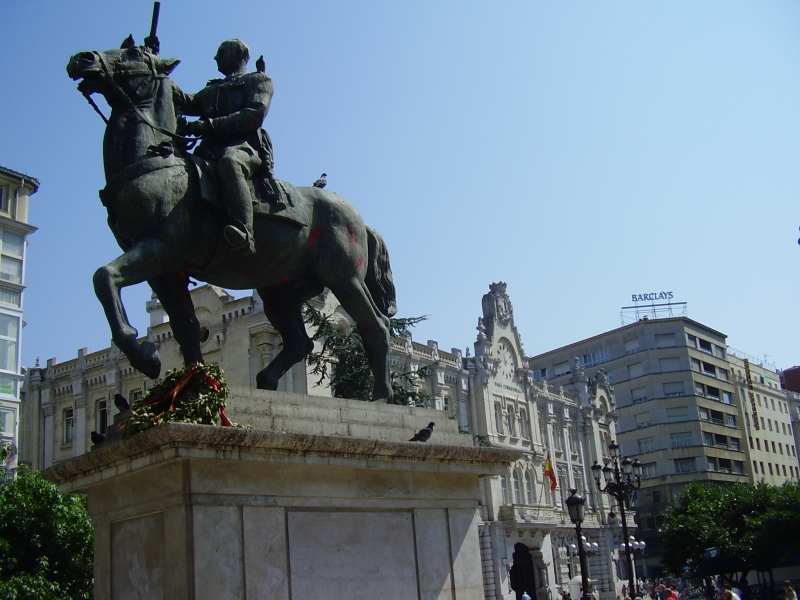
La presencia de la estatua ecuestre del general Franco en la plaza del Ayuntamiento fue causa de diversas controversias a lo largo de tres décadas. El 18 de diciembre de 2008. fue retirada del lugar, tras 44 años de permanencia en la Plaza del Ayuntamiento.

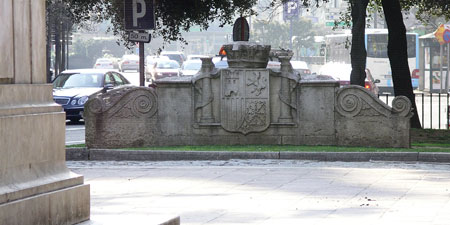
El Escudo de la Segunda República Española estaba situado en la plaza del Ayuntamiento, justo al lado de la estatua ecuestre de Franco. Fue retirado el mismo 18 de diciembre de 2008

Esta administración está emplazada en la Plaza del Ayuntamiento, en el centro de la ciudad habiendo ocupado varias ubicaciones antes de la actual.
El edificio original consistía en la mitad del actual inaugurada el 15 de septiembre de 1907 siendo alcalde Luis Martínez Fernández, el proyecto fue realizado en 1897 por el arquitecto Julio Martínez-Zapata, que ganó el segundo premio de la Exposición Nacional de Bellas Artes. Las obras costaron 600 000 pesetas, por aquel entonces la Plaza no era la del Ayuntamiento, sino que se llamaba Pi y Margall.
El edificio se amplió más tarde para formar el bloque que hoy se conoce y está compuesto por tres plantas, en las que se encuentran parte de las oficinas. Se construyó en dos fases porque el solar en el que se edificó era propiedad del Ayuntamiento y del obispado. En 1963 se comenzó la obra de la segunda parte del edificio y se reinauguró en 1967. 
Detrás de la Casa Consistorial se halla el Mercado de la Esperanza y en frente el barrio más antiguo de Santander, el Cabildo de Arriba.
Cabe destacar que en la Plaza del Ayuntamiento estuvo presente durante 44 años una estatua ecuestre del dictador Francisco Franco. Entre 1959 y 1964 se erigieron en honor de Franco en las ciudades de Madrid, Barcelona, Valencia, Ferrol y Santander un conjunto de estatuas ecuestres que le presentaban en plenitud vital, en un momento en que el deterioro físico asociado a la vejez comenzaba a evidenciarse. 
La estatua ecuestre de Francisco Franco que estuvo expuesta en Santander fue realizada por el escultor José Capuz Mamano (Valencia, 1884-Madrid, 1964) en el año 1964. Dicha estatua ecuestre es una copia de la que se realizó en el mismo año para la ciudad de Madrid. Las colocadas en Valencia y Ferrol por aquel entonces también son idénticas. El material usado para la estatua es el bronce y la medida utilizada es mayor que el natural.
Justo en frente de la estatua ecuestre de Franco, estaba situado el escudo de la II República Española. Se procedió a la retirada de ambos símbolos el 18 de diciembre de 2008. Siendo de esta manera la última estatua de Franco retirada de un espacio público municipal. Tras su retirada, la estatua de Franco se trasladó al almacén municipal.
A lo largo de la historia, el edificio ha albergado diferentes placas y enseñas, como las que recuerdan el hermanamiento con San Luis Potosí, la que recuerda que Juan de Borbón fue alcalde honorífico, o la que se colocó en honor a Juan Bravo, Juan de Padilla y Francisco Maldonado en 1920 para conmemorar el quinto centenario de la Revolución de las Comunidades de Castilla.

## Alcaldes
| Periodo   | Nombre                                                                                            | Partido                           |
| --------- | ------------------------------------------------------------------------------------------------- | --------------------------------- |
| 1979-1983 | Juan Hormaechea Cazón                                                                             | Unión de Centro Democrático (UCD) |
| 1983-1987 | Juan Hormaechea Cazón                                                                             | Alianza Popular (AP)              |
| 1987-1991 | Manuel Huerta Castillo                                                                            | Alianza Popular (AP)              |
| 1991-1995 | Manuel Huerta Castillo                                                                            | Partido Popular (PP)              |
| 1995-1999 | Gonzalo Piñeiro García-Lago                                                                       | Partido Popular (PP)              |
| 1999-2003 | Gonzalo Piñeiro García-Lago                                                                       | Partido Popular (PP)              |
| 2003-2007 | Gonzalo Piñeiro García-Lago                                                                       | Partido Popular (PP)              |
| 2007-2011 | Íñigo de la Serna Hernaiz                                                                         | Partido Popular (PP)              |
| 2011-2015 | Íñigo de la Serna Hernaiz                                                                         | Partido Popular (PP)              |
| 2015-2019 | Íñigo de la Serna Hernaiz (2015-2016) César Díaz Maza (en funciones) Gema Igual Ortiz (2016-2019) | Partido Popular (PP)              |
| 2019-2023 | Gema Igual Ortiz                                                                                  | Partido Popular (PP)              |
| 2023-act. | Gema Igual Ortiz                                                                                  | Partido Popular (PP)              |

## Gobierno
Desde noviembre de 2016 la alcaldesa de Santander es Gema Igual, del Partido Popular, sustituyendo a Íñigo de la Serna quien ocupaba el cargo desde junio de 2007. Los partidos políticos más relevantes en el ámbito local, además del PP, son el Partido Socialista Obrero Español, cuyo actual portavoz en el pleno es Pedro Casares, el Partido Regionalista de Cantabria con José María Fuentes-Pila, C´s con Javier Ceruti, Unidas por Santander con Miguel Saro y Vox con Guillermo Pérez-Cosío. A lo largo de su historia, los partidos políticos más influyentes han sido los del ala derecha ideológica, sobre todo, el PP.
La Junta de Gobierno, presidida por la alcaldesa, está compuesta actualmente por los concejales del PP y Ciudadanos. La corporación municipal está formada por 27 miembros, 11 del PP, 7 del PSC-PSOE, 5 del PRC, 2 de C´s, 1 de Unidas por Santander y 1 de Vox.

### Concejalías de Gobierno
| Cargo | Nombre                                      |
| --- | ------------------------------------------- |
| Alcaldesa de Santander                                                                                              | Gema Igual (PPC)                            |
| Primer Teniente de Alcalde Concejal de Fomento, Movilidad Sostenible y Vivienda                                     | César Díaz Maza (PPC)                       |
| Segunda Teniente de Alcalde Concejala de Cultura, Deportes y Transparencia                                          | María Luisa Sanjuán Iriarte (Cs)            |
| Tercera Teniente de Alcalde Concejala de Barrios, Participación Ciudadana, Servicios Generales y Servicios Técnicos | Carmen Ruíz Lavín (PPC)                     |
| Concejala de Dinamización Social, Inmigración y Cooperación al Desarrollo                                           | Lorena Gutiérrez Fernández (PPC)            |
| Concejal de Economía, Hacienda, Patrimonio y Compras                                                                | Victoriano González Huergo (PPC)            |
| Concejal de Empleo, Emprendimiento y Desarrollo Empresarial                                                         | Daniel Portilla Fariña (PPC)                |
| Concejal de Familia, Servicios Sociales, Autonomía Personal e Igualdad                                              | Álvaro Lavín Muriente (PPC)                 |
| Concejala de Juventud, Educación y Salud                                                                            | Noemí Méndez Fernández (PPC)                |
| Concejala de Medio Ambiente                                                                                         | Margarita Rojo Calderón (PPC)               |
| Concejal de Personal y Protección Ciudadana                                                                         | Pedro José Nalda Condado (PPC)              |
| Concejala de Turismo, Comercio, Mercados y Relaciones Institucionales                                               | Miriam Díaz Herrera (PPC)                   |
| Concejal de Urbanismo, Innovación y Contratación                                                                    | Francisco Javier Ceruti García de Lago (Cs) |

## Empresas municipales
- Cementerio-Jardín
- Santurban
- Plaza de Toros
- La Magdalena
- Mercasantander

### Servicios municipalizados
- Servicio de Aguas (Aqualia)[7]
- Transportes Urbanos[8]

### Organismos autónomos
- Instituto Municipal de Deportes[9]

### Otros
- Agencia de Desarrollo Local

## Resultados electorales
| Partido político                                           | 2023   | 2023  | 2023       | 2019   | 2019  | 2019       | 2015   | 2015  | 2015       | 2011   | 2011  | 2011       | 2007   | 2007  | 2007       |
| Partido político                                           | Votos  | %     | Concejales | Votos  | %     | Concejales | Votos  | %     | Concejales | Votos  | %     | Concejales | Votos  | %     | Concejales |
| Partido Popular (PP)                                       | 37 773 | 43,40 | 14         | 31 158 | 35,22 | 11         | 36 040 | 40,76 | 13         | 52 657 | 56,24 | 18         | 51 177 | 51,95 | 15         |
| Partido Socialista Obrero Español (PSOE)                   | 18 141 | 20,84 | 6          | 20 532 | 23,21 | 7          | 15 518 | 17,55 | 5          | 15 874 | 16,95 | 5          | 25 174 | 25,55 | 7          |
| Vox                                                        | 10 621 | 12,20 | 3          | 4813   | 5,44  | 1          | 611    | 0,69  | 0          | —      | —     | —          | —      | —     | —          |
| Partido Regionalista de Cantabria (PRC)                    | 9621   | 11,05 | 3          | 16 810 | 19,00 | 5          | 13 616 | 15,40 | 4          | 13 703 | 14,63 | 4          | 16 977 | 17,23 | 5          |
| Podemos-Izquierda Unida (IU)-Santander Sí Puede (SSP)-Equo | 4604   | 5,28  | 1          | 5350   | 6,05  | 1          | 4863   | 5,50  | 1          | 4175   | 4,46  | 0          | 1822   | 1,85  | 0          |
| Ciudadanos (CS)                                            | 2046   | 2,35  | 0          | 7853   | 8,88  | 2          | 7370   | 8,34  | 2          | —      | —     | —          | —      | —     | —          |
| Ganemos                                                    | —      | —     | —          | 278    | 0,31  | 0          | 6029   | 6,82  | 2          | —      | —     | —          | —      | —     | —          |

## Evolución de la deuda viva municipal
El concepto de deuda viva contempla sólo las deudas con cajas y bancos relativas a créditos financieros, valores de renta fija y préstamos o créditos transferidos a terceros, excluyéndose, por tanto, la deuda comercial.
| Gráfica de evolución de la deuda viva del Ayuntamiento entre 2008 y 2023                            |
| |
| Deuda viva del Ayuntamiento de Santander, en miles de euros, según datos del Ministerio de Hacienda |